# جیم ایروین (ورزشکار)
جیم ایروین (انگلیسی: Jim Irvine؛ زادهٔ ۲ دسامبر ۱۹۴۸) بازیکن هاکی روی چمن اهل استرالیا است.